# Олександр Макдоннелл
Олександр Макдоннелл (англ. Alexander McDonnell; 22 травня 1798, Белфаст — 14 вересня 1835, Лондон) — ірландський шахіст; один з найсильніших у Великій Британії в 1830-х роках. Шаховим учителем Макдоннелла був В. Льюїс, який наприкінці 1820-х років проголосив Макдоннелла своїм наступником.

## Життєпис
1820 року оселився в Лондоні і отримав посаду в конторі Вест-Індської компанії, яка залишала йому достатньо багато вільного часу. В 1825 році захопився шахами й швидко став найкращим гравцем Англії. Завдяки цьому відбулась історична серія матчів Макдоннелла проти Луї де Лабурдонне — центральна подія в шаховому житті 1830-х рр. До поєдинку з Лабурдонне Макдоннелл виграв матч проти Фрезера (+3-1=1). Також Макдоннелл був першим, хто випробував у тематичному матчі проти капітана Еванса знаменитий Гамбіт Еванса. Макдоннелл поступився в цьому важливому, з точки зору теорії, поєдинку.
Серія матчів проти Лабурдонне тривала з червня до жовтня 1834 року і складалася з шести матчів, загалом 85 партій. Лабурдонне виграв перший, третій, четвертий та п'ятий матчі, програв другий, а шостий матч залишився незакінченим: у зв'язку з майновими справами Лабурдонне змушений був повернутися до Франції. Загальний рахунок за партіями показує помітну перевагу Лабурдонне (+45-27 =13), однак в останньому, незавершеному матчі Макдоннелл був попереду (+5-4). Імовірно між Лабурдонне та Макдоннеллом була домовленість про продовження зустрічі. Однак незабаром після того, як матч був перерваний, Макдоннелл помер від нефриту. За даними англійського журналу «Хроніки шахової гри» (головний редактор — Говард Стаунтон) останній матч завершився з результатом +8-3=1 на користь Олександра Макдоннелла.
Запис всіх партій Макдоннелла та Лабурдонне зробив старійшина Вестмінстерського шахового клубу, де проходили зустрічі, Джордж Вокер.
Макдоннелл — майстер комбінаційної гри (італійська школа), вправний у стрімкій атаці. Один із запаморочливих варіантів королівського гамбіту названий на честь ірландського майстра — Гамбіт Мак-Доннелла (1. e2-e4 e7-e5 2. f2-f4 e5:f4 3. Kg1-f3 g7-g5 4. cf1-c4 g5-g4 5. Kb1-c3 — жертва фігури). Вперше застосувавши цей гамбіт в одній з партій проти Луї де Лабурдонне, ірландський майстер просто розгромив суперника за 19 ходів.
Помер 1835 року. Похований на кладовищі Кенсал-Грін у Лондоні.

## Помітні партії
О. Макдоннелл — Л. Лабурдонне 

(Лондон, 1834) 

1.е4 е5 2.f4 ef 3.Kf3 g5 4.Cc4 g4 5.Kc3 gf 6.Ф: f3 Ch6 7.d4 Kc6 8.0 — 0 К: d4 9.С: f7+ Kp: f7 10.Фh5+ Kpg7 11.C: f4 С: f4 12.Л: f4 Kf6 13.Фg5+ Kpf7 14.Лаf1 Kpe8 15.Л: f6 Фе7 16.Kd5 Фс5 17.Kph1 Ке6 18.Л: е6+ de 19.Kf6+ 1: 0.